# Leucina
La leucina  (abreviada Leu o L) es uno de los veinte aminoácidos que utilizan las células para sintetizar proteínas. Está codificada en el ARN mensajero como UUA, UUG, CUU, CUC, CUA o CUG.
Su cadena lateral es no polar, un grupo isobutilo (2-metilpropilo). Es uno de los aminoácidos esenciales.
Como un suplemento en la dieta, se ha descubierto que la leucina reduce la degradación del tejido muscular incrementando la síntesis de proteínas musculares en ratas viejas. La leucina se usa en el hígado, tejido adiposo, y tejido muscular. En tejido adiposo y muscular, se usa para la formación de esteroles, y solo el uso en estos dos tejidos es cerca de siete veces mayor que el uso en el hígado.
Propiedades
- Fórmula: C6H13NO2
- Denominación de la IUPAC: Leucine
- Masa molar: 131,17 g/mol

## Historia
En 1819, el farmacéutico y químico francés  Joseph Louis Proust , logró aislar dos sustancias a base de harina de trigo, que denominó como «ácido caséico» y «óxido caseoso». 
Un año más tarde, Henri Braconnot aisló una nueva sustancia, aparentemente por hidrólisis ácida de la fibra muscular y de la lana y la llamó por el color blanco de los cristales «Leuicin». Eduard Mulder reconoció en 1839 la identidad de los dos cuerpos y discutió su posible composición. Pero hasta 1891 no lograron el químico alemán Ernst Schulze y su doctorando Arthur Likiernik la constitución de la L-leucina adecuadamente.